# Contraescarpa

Planta i perfil d'una típica fortificació moderna amb glacis (7), camí cobert (8), contraescarpa (9), fossat (10) i escarpa (12)

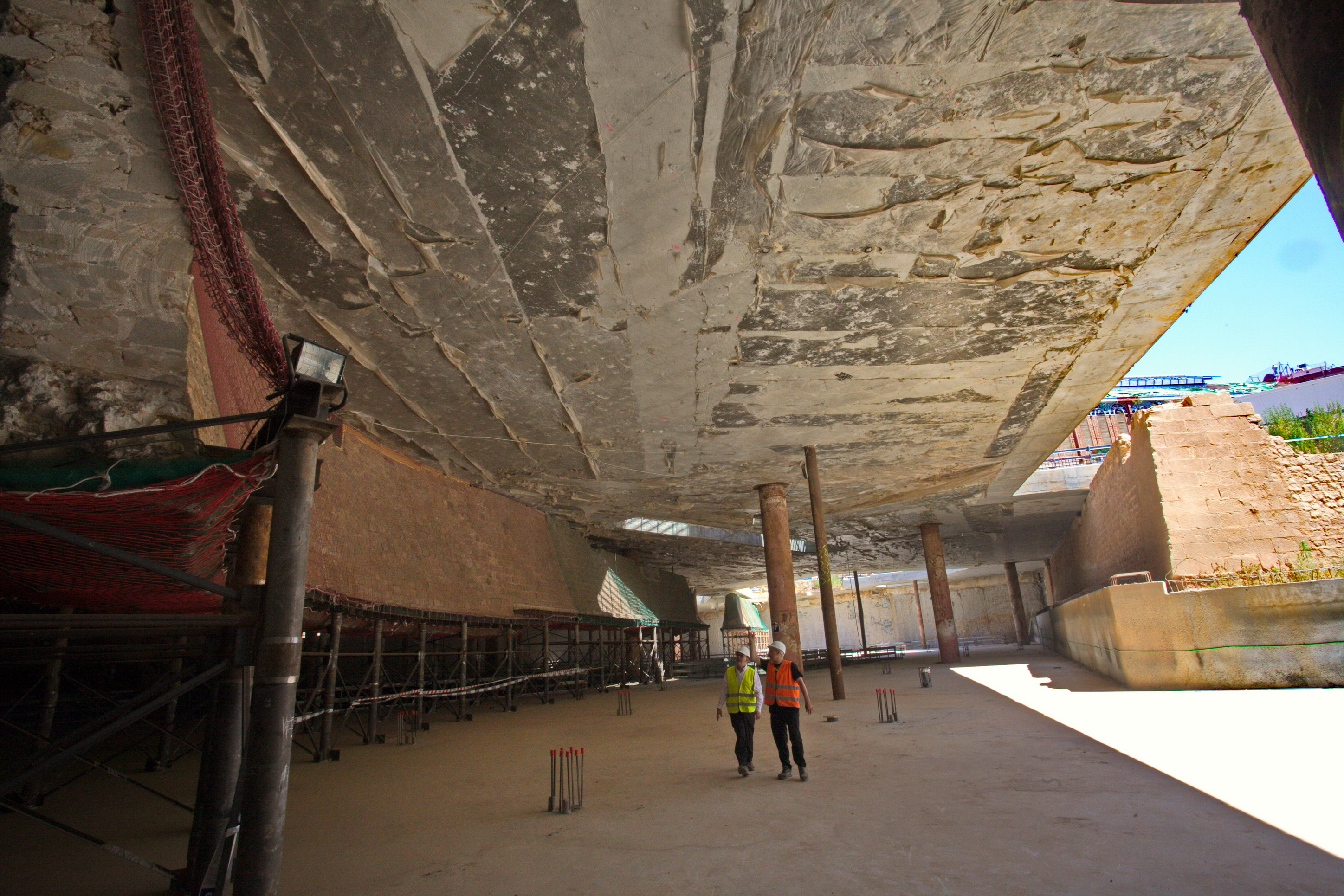
Contraescarpa (esquerra) enfrontada al baluard de Sant Antoni de la muralla medieval de Barcelona i al mig l'antic fossat. Les restes actualment estan sota la construcció modernista del Mercat de Sant Antoni

Una contraescarpa és la cara o pla que es troba més pròxim a la cara exterior del fossat, per oposició a l'altre, que rep el nom d'escarpa.
A la fortificació permanent la contraescarpa sol estar revestida, i algunes vegades acasamatada, ja sigui per a defensar el fossat mitjançant galeries flanquejants (cf. caponera), o per a servir de base al sistema de mines de la defensa.
La contraescarpa revestida era la millor protecció contra l'atac a força viva, perquè la seva alçada (de 6 a 8 m) detenia sota el foc a boca de canó dels tiradors de la muralla als grups d'assaltants, que no podien llançar-se en massa al fossat, sinó que havien d'anar baixant d'un a un les escales, situació que els exposava a patir grans pèrdues. Oferia a més a més l'avantatge de dificultar la retirada de les columnes d'assalt, quan l'atac era rebutjat, i permetia reduir l'amplada de la fossa, augmentant per tant la protecció de l'escarpa contra el tir directe de l'artilleria assetjant.
A les fortificacions provisionals, en les que només se solia revestir un dels talussos de la fossa, aquest era sempre la contraescarpa, si no se'n revestia cap, convenia donar-li la major inclinació possible i establir-hi filats o altres defenses accessòries que dificultessin l'accés al fossat.
A la fortificació de campanya, atès que la contraescarpa no constituïa pròpiament un obstacle, no tenia objecte revestir-la i es deixava simplement amb la inclinació que permetia la major o menor duresa del terreny.